# Танец мёртвых
«Танец мёртвых» (англ. Dance of the Dead) — третья серия первого сезона телесериала «Мастера ужасов». Впервые серия была показана 11 ноября 2005 года. Режиссировал серию Тоуб Хупер. Автор сценария — Ричард Кристиан Мэтисон.

## Сюжет
В мире царит хаос после случившегося Апокалипсиса. Большая часть людей погибла, а государство фактически их не контролирует. Миром руководят люди, предоставляющие различные удовольствия. Пегги работает вместе со своей матерью в захудалой забегаловке и мира практически не видит. Однажды Пегги встречает Джека, который работает поставщиком крови для руководителя одного из клубов. Пегги и Джек влюбляются в друг друга, и Джек однажды ночью решает увезти её показать мир. Влюблённые направляются в клуб, где можно посмотреть на танцующих мертвецов.

## В ролях
| Актёр            | Роль                  |
| ---------------- | --------------------- |
| Джессика Лаундс  | Пегги                 |
| Джонатан Такер   | Джек                  |
| Роберт Инглунд   | Управляющий клубом MC |
| Райан МакДональд | приятель Джека Боккс  |
| Мэрлин Норри     | мать Пегги Кейт       |
| Лусия Гест       | Селия                 |

## Производство
Ричард Кристиан Мэтисон написал сценарий фильма по мотивам одноименного рассказа своего отца, Ричарда Мэтисона. Билли Корган, вокалист группы «The Smashing Pumpkins» написал инструментальную музыку к эпизоду.

## Релиз

### Критика
Джефф Свиндолл отмечает нестандартные «операторские находки Хупера, которые зрителю понравятся, либо вызовут головную боль», а сам фильм оказался «гораздо лучше, чем кажется после просмотра трейлера» эпизода, картина является «не лучшим, но и далеко не самым плохим эпизодом антологии».
Йен Джейн в обзоре для «DVD Talk» также отмечает, что «то, как оператор работает с камерой, может стать прицелом для критики многими зрителями», но картина содержит «несколько интересных и достойно воплощённых идей».
Обозреватель «DVD Verdict» отмечает игру 16-летней Джессики Лаундс, которая «даёт своему персонажу необходимые качества — невинность и жажду приключений»; Роберт Инглунд изображает своего героя максимально «причудливым», а Джонатан Такер достаточно «тонко изображает милого парня, чтобы потом представить свою суть антигероя». Однако операторскую работу Хупера автор относит скорее к минусам картины, в которой «эффект приближения» используется так часто, что вскоре начинаешь уставать от него.
Большинство критиков единодушно отмечает, что у картины весьма неплохой и неожиданный для такой истории финал, интрига которого раскрывается в самый нужный момент, а небольшое заключение фильма оставляет хорошее впечатление.

### Выход на видео
Фильм вышел на DVD 12 сентября 2006 года, и был издан студией «Starz» совместно с «Anchor Bay». Релиз содержал аудиокомментарии Тоба Хупера и Ричарда Кристиана Мэтисона; видео-интервью с создателями «The Written Word: An Interview With Richard Matheson» и «Primal Screams: An Interview With Tobe Hooper»; короткометражные фильмы «Working With A Master: Tobe Hooper» и «Behind The Scenes: The Making Of Dance Of The Dead», а также интервью с актёрами «On Set: An Interview with Robert Englund», «On Set: An Interview with Jessica Lowndes» и «On Set: An Interview with Jonathan Tucker».
13 ноября 2007 года фильм вышел на Blu-Ray вместе с двумя другими эпизодам сериала — «Incident On & Off A Mountain Road» и «Pick Me Up» — в собрании «Masters Of Horror: Season 1, Vol. 3».
В 2006 году компания «CP Дистрибуция» выпустила фильм на DVD в России в серии «Мастера ужасов», русская дорожка представлена закадровым озвучиванием в Digital 5.1 и Surround 2.0, а английская — также в Digital 5.1. Кроме того, на диске содержался фильм о фильме и галереи с фотографиями и концепт-артом.